# Suwa Yudai
Yudai Suwa (sinh ngày 5 tháng 5 năm 1986) là một cầu thủ bóng đá người Nhật Bản.

## Sự nghiệp câu lạc bộ
Yudai Suwa đã từng chơi cho Albirex Niigata, Japan Soccer Collage và AC Nagano Parceiro.